# Dufourea petraea
Dufourea petraea là một loài Hymenoptera trong họ Halictidae. Loài này được Ebmer mô tả khoa học năm 1999.